# Nunataki Oblomki
Die Nunataki Oblomki (Transliteration von russisch Нунатаки Обломки ‚Tümmer-Nunatakker‘) sind eine Gruppe von Nunatakkern auf Gillock Island am östlichen Rand des Amery-Schelfeises.
Russische Wissenschaftler benannten sie deskriptiv.